# Esquema de una base de datos

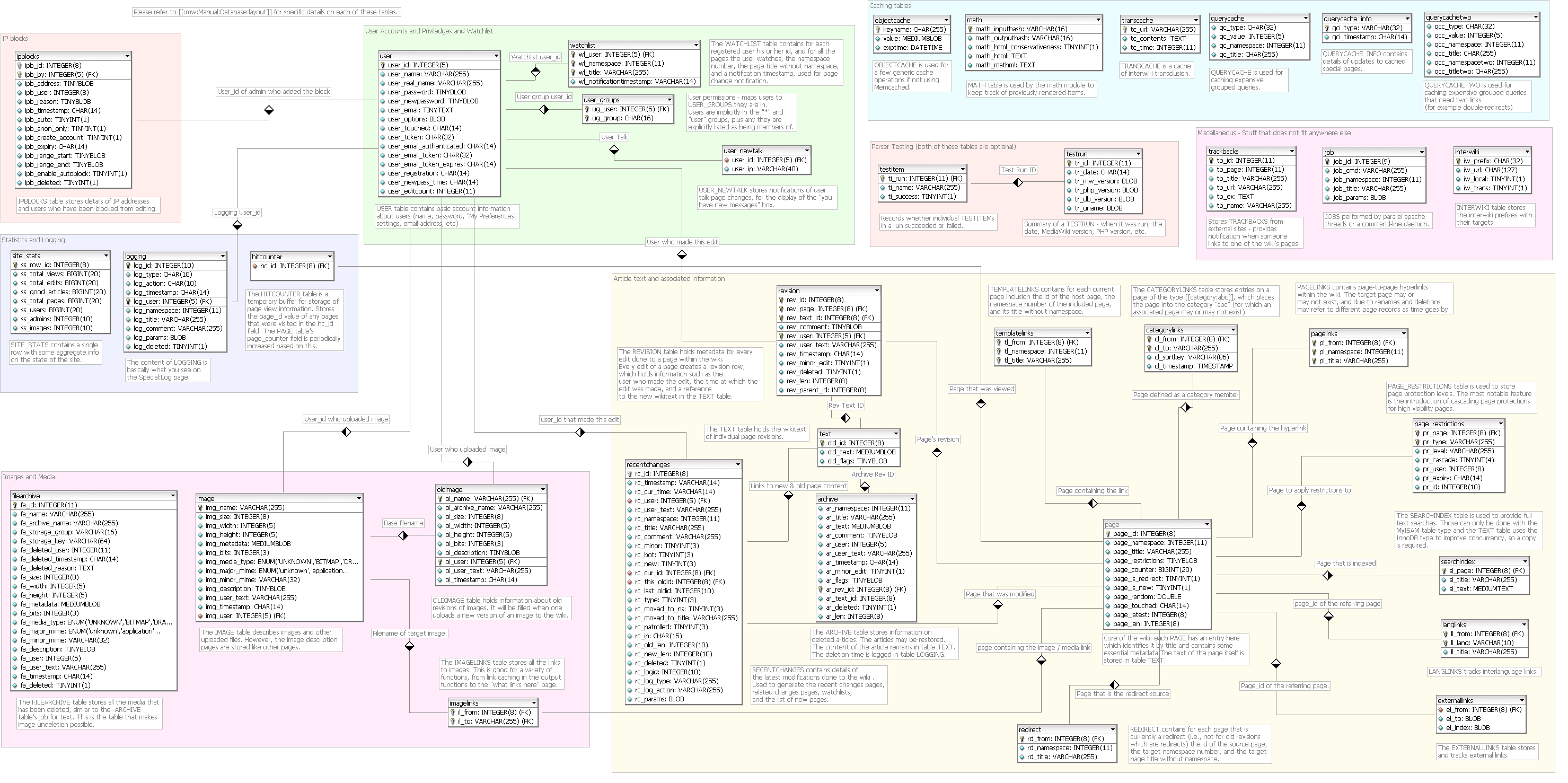
Diagrama de un complejo esquema de base de datos.

El esquema de una base de datos (en inglés, database schema) describe la estructura de una base de datos, en un lenguaje formal soportado por un sistema de gestión de base de datos (DBMS). En una base de datos relacional, el esquema define sus tablas, sus campos en cada tabla y las relaciones entre cada campo y cada tabla.
El esquema es generalmente almacenado en un diccionario de datos. Aunque generalmente el esquema es definido en un lenguaje de base de datos, el término se usa a menudo para referirse a una representación gráfica de la estructura de base de datos.

## Esquemas
- Esquema conceptual, un mapa de conceptos y sus relaciones.
- Esquema lógico, un mapa de las entidades y sus atributos y las relaciones.
- Esquema físico, una aplicación de un esquema lógico.
- Esquema objeto, base de datos Oracle Objeto.